# Jassans-Riottier
Jassans-Riottier ist eine französische Gemeinde mit 6315 Einwohnern (Stand 1. Januar 2022) im Département Ain in der Region Auvergne-Rhône-Alpes; sie gehört zum Arrondissement Bourg-en-Bresse und zum Kanton Trévoux.

## Geografie
Die Gemeinde Jassans-Riottier liegt am östlichen Ufer der Saône gegenüber der Stadt Villefranche-sur-Saône, die zum Département Rhône zählt, etwa 25 Kilometer nördlich von Lyon. Weitere Nachbargemeinden von Jassans-Riottier sind Beauregard, Frans, Sainte-Euphémie, Saint-Didier-de-Formans, Trévoux und Saint-Bernard.

## Bevölkerungsentwicklung
| Jahr                       | 1962 | 1968 | 1975 | 1982 | 1990 | 1999 | 2010 | 2021 |
| Einwohner                  | 1863 | 2190 | 2783 | 3830 | 4609 | 5338 | 5976 | 6355 |
| Quellen: Cassini und INSEE |      |      |      |      |      |      |      |      |

## Sehenswürdigkeiten
- Kirche 'Mariä Himmelfahrt
- Rathaus (mairie), Monument historique
- Schloss Chaumont-la-Guiche
- Schloss les Hauts (Privatbesitz)
- Herrenhaus Rigaudière

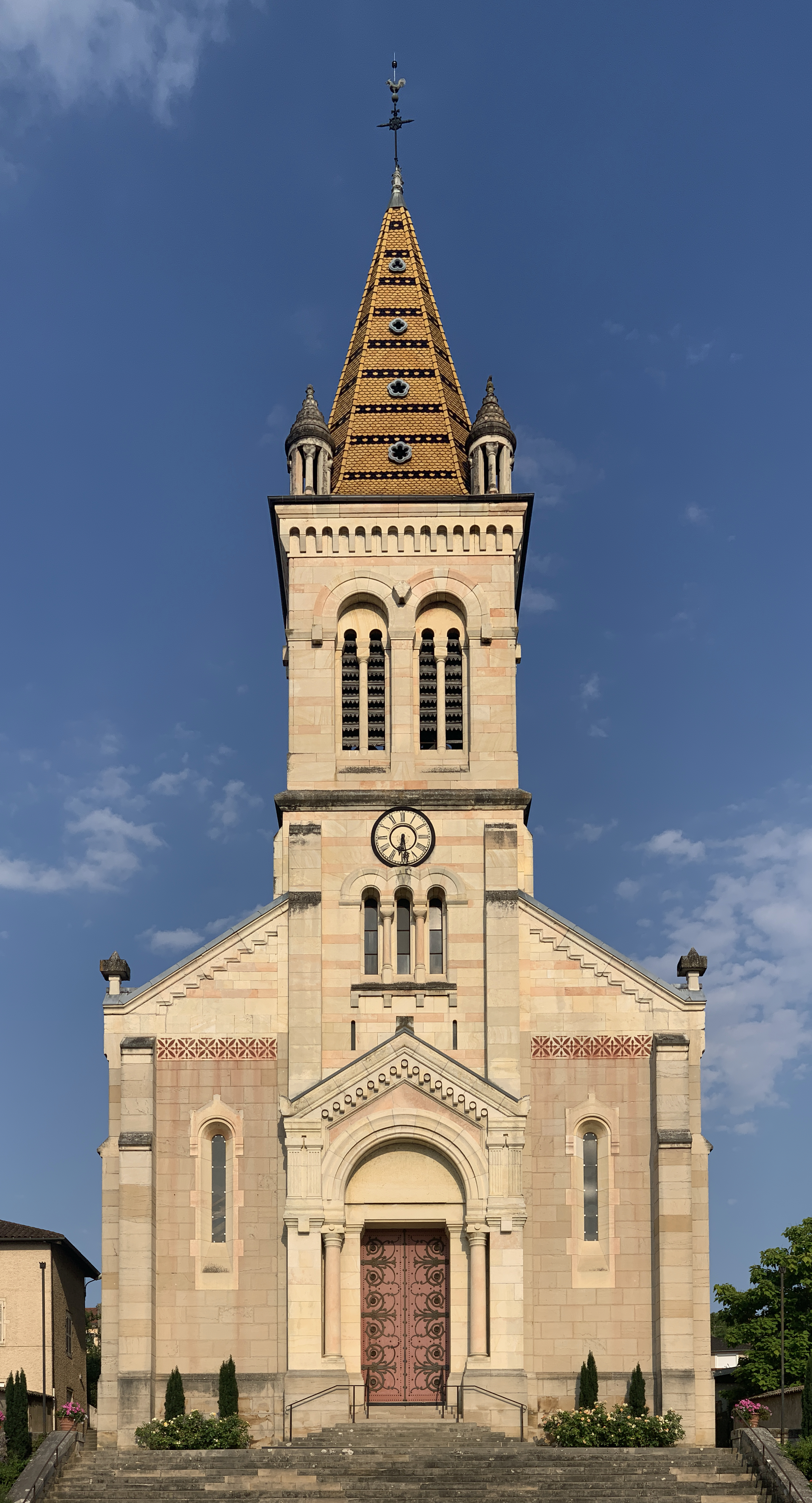
Kirche Mariä Himmelfahrt
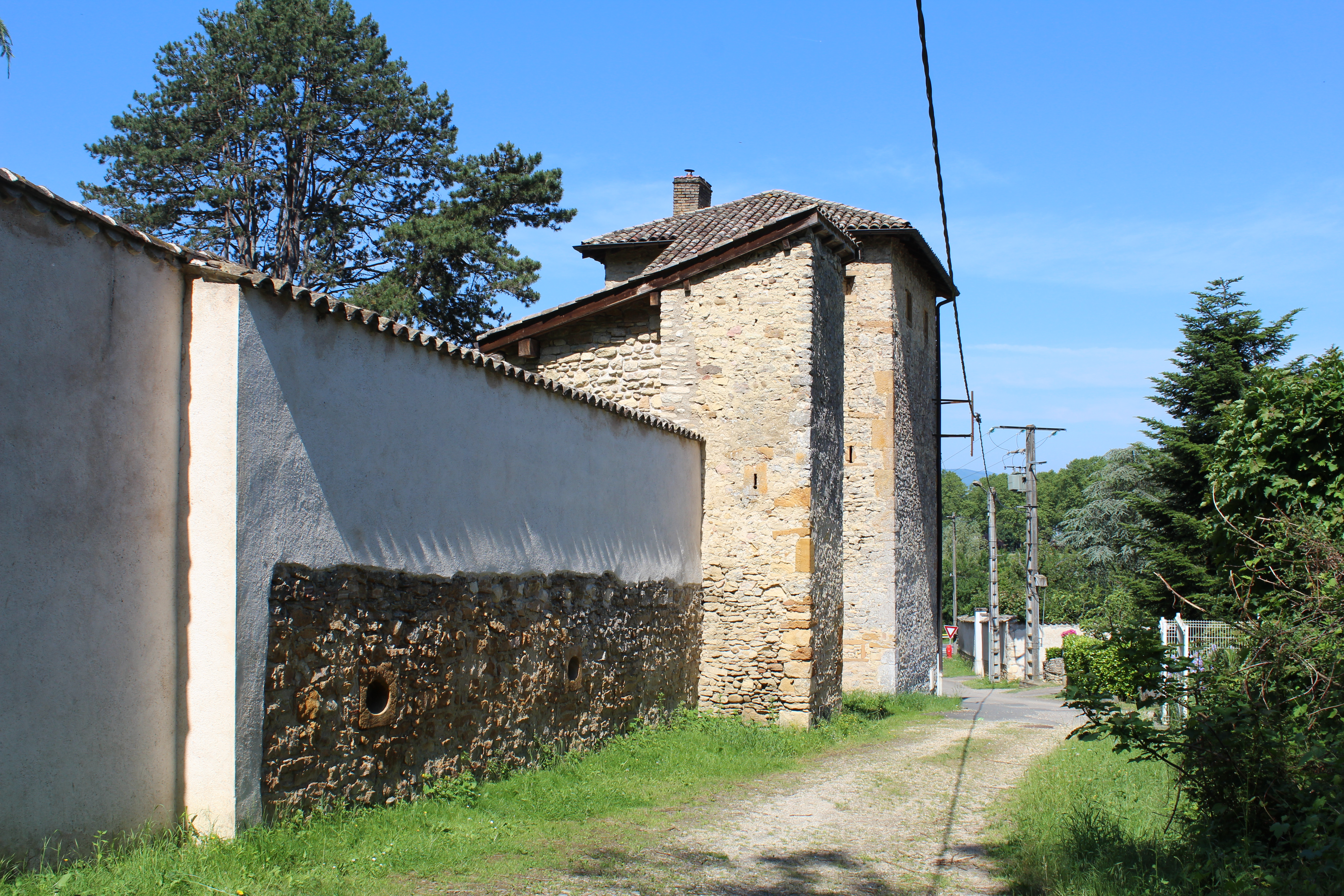
Herrenhaus Rigaudière
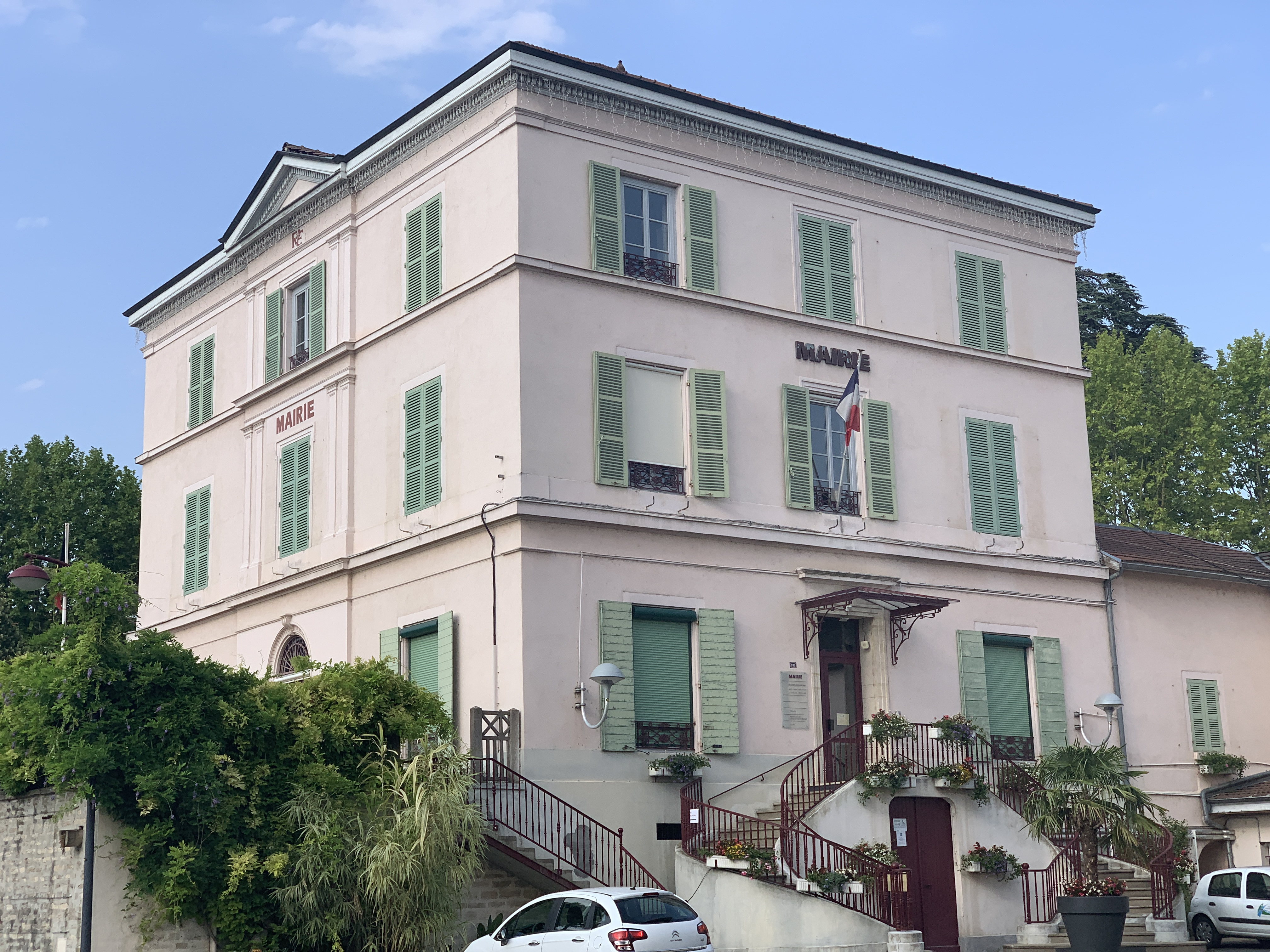
Rathaus
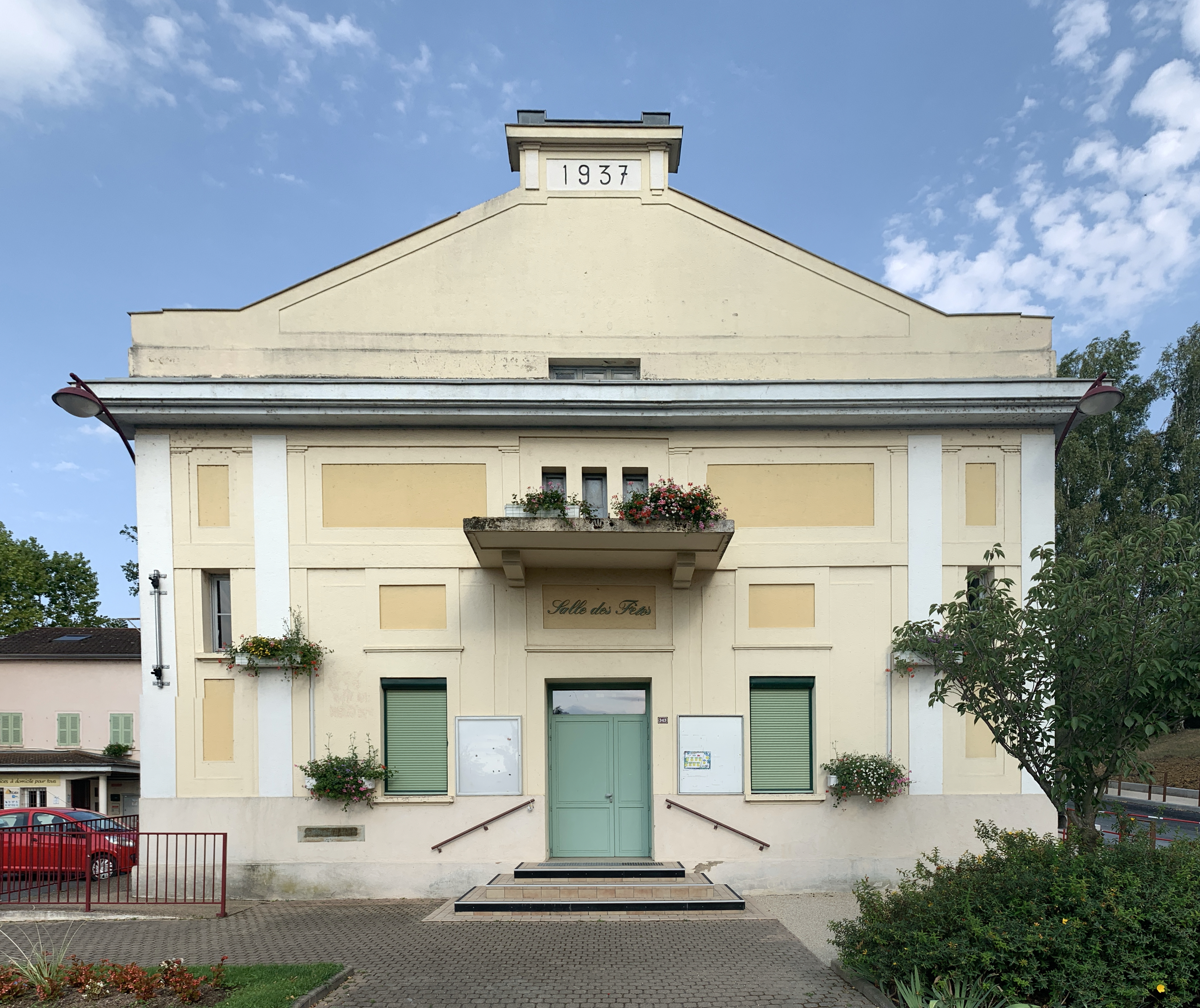
Gemeindefesthalle
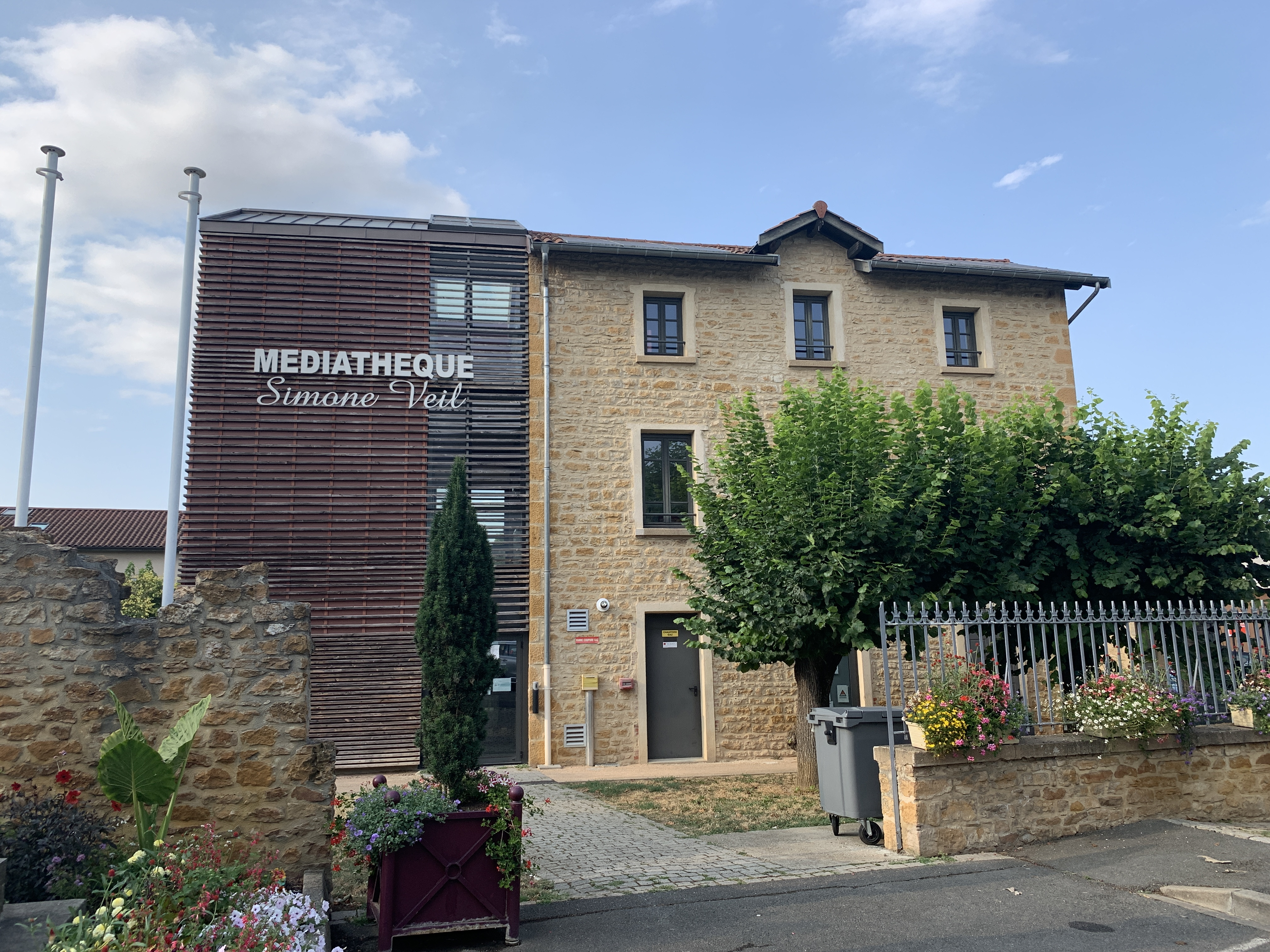
Mediathek
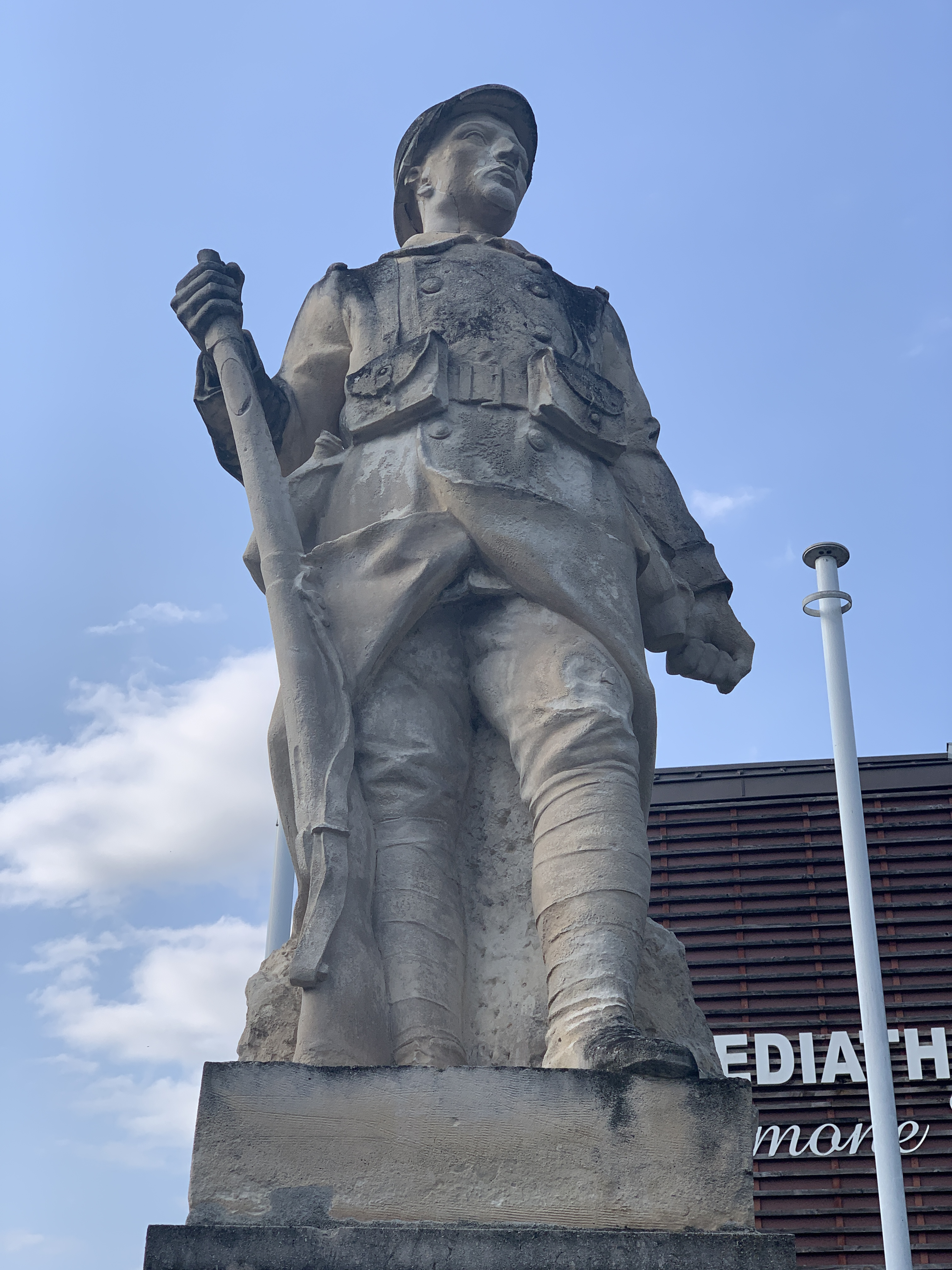
Gefallenendenkmal

## Gemeindepartnerschaft
- Limelette (Belgien), seit 1959; der Ort wurde 1977 nach Ottignies-Louvain-la-Neuve eingemeindet